# Almere Hout

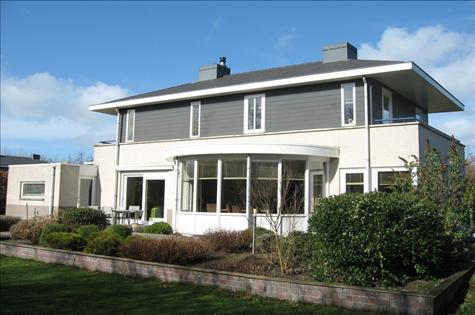
Vogelhorst, Almere Hout

Almere Hout is een stadsdeel in de gemeente Almere in de Nederlandse provincie Flevoland. Almere Hout is sinds 1992 in ontwikkeling. Op 1 januari 2023 telde de wijk 10.005 inwoners, verdeeld over 3.252 woningen, op een oppervlakte van 30 km².
Almere Hout ligt ten zuidoosten van Almere Stad en ligt tussen de A6 en de A27 in en boven de N305. De natuurlijke ligging is tussen het Waterlandse Bos en het open landschap van de polder. Onderdeel van Almere Hout is de villawijk Vogelhorst waarvan momenteel het tweede deel in aanbouw is. Met de bouw van de nieuwe woonwijk Nobelhorst in Almere Hout Noord is begin 2013 gestart. Verder wordt Almere Hout uitgebreid met de in aanbouw zijnde wijk Oosterwold.
In Almere Hout liggen onder andere Stadslandgoed de Kemphaan, Stichting AAP en Golfclub Almeerderhout.

## Wijken
In Almere Hout liggen de wijken:
- Nobelhorst (in aanbouw)
- Oosterwold (in aanbouw)
- Vogelhorst

## Openbaar vervoer
Almere Hout is bereikbaar met stads- en streekvervoer van Keolis (allGo en R-net) en EBS (RRReis). Metrobuslijn M8 (Nobelhorstmetro) verbindt Nobelhorst met de rest van Almere, terwijl buurtbus 28 de verschillende wijken in Almere Hout met elkaar verbinen. Voorts wordt Almere Hout op afstand bediend door de lijnen 150, 216 en 326.

### Metrobus
| Lijn | Lijn            | Route                        | Via                                                                                     | Opmerkingen |
| ---- | --------------- | ---------------------------- | --------------------------------------------------------------------------------------- | ----------- |
| M8   | Nobelhorstmetro | Station Centrum - Nobelhorst | Flevoziekenhuis, Filmwijk, Parkwijk, Station Parkwijk, Tussen de Vaarten, Sallandsekant |             |

### Buurtbus
| Lijn | Route                   | Via                    | Opmerkingen |
| ---- | ----------------------- | ---------------------- | ----------- |
| 28   | Nobelhorst → Nobelhorst | Oosterwold, Vogelhorst |             |

### RRReis
| Lijn | Route                                         | Via                                                   | Opmerkingen                                                                                    |
| ---- | --------------------------------------------- | ----------------------------------------------------- | ---------------------------------------------------------------------------------------------- |
| 150  | Almere, Station Centrum - Zeewolde, Mast      | Stedenwijk, Busstation ’t Oor, De Kemphaan, De Eemhof | Rijdt zeven keer per dag in een onregelmatige frequentie, 1x per 2 uur.                        |
| 216  | Almere, Station Centrum - Harderwijk, Station | Filmwijk, De Kemphaan, Zeewolde                       | SnelRRReis. Rijdt niet in het weekend. Tussen Station Centrum en Filmwijk geen lokaal vervoer. |

### R-net
| Lijn | Route                                   | via                                                                                               | Opmerking                 |
| ---- | --------------------------------------- | ------------------------------------------------------------------------------------------------- | ------------------------- |
| 326  | Almere, Station Centrum - Blaricum, P+R | Almere Stad (Stedenwijk, Busstation ’t Oor, Veluwsekant), Almere Hout (De Kemphaan, Stichtsekant) | Rijdt niet in het weekend |